# Rubajta
Rubajta (arab. ربعيتا) – wieś w Syrii, w muhafazie Idlib. W 2004 roku liczyła 383 mieszkańców.